# Курт Німуендажу
Курт Німуендажу́ (порт. Curt Nimuendajú; ім'я при народженні Курт У́нкель, нім. Curt Unckel; *18 квітня 1883, Єна — 10 січня 1945, штат Амазонас, Бразилія) — німецько-бразильський етнолог і антрополог.
Праці науковця заклали підвалини для розуміння релігії і космології деяких бразильських індіанців, зокрема гуарані. Прізвище Німуендажу («той, хто побудував собі будинок») учений узяв собі від прізвиська, яке йому дали в племені апапокува, в якому він прожив рік. Під час прийняття громадянства Бразилії в 1922 році це прізвище стало офіційним. У некролозі Німуендажу його німецько-бразильський колега Герберт Бальдус назвав дослідника «найбільшим фахівцем з індіанців усіх часів».

## З житєпису

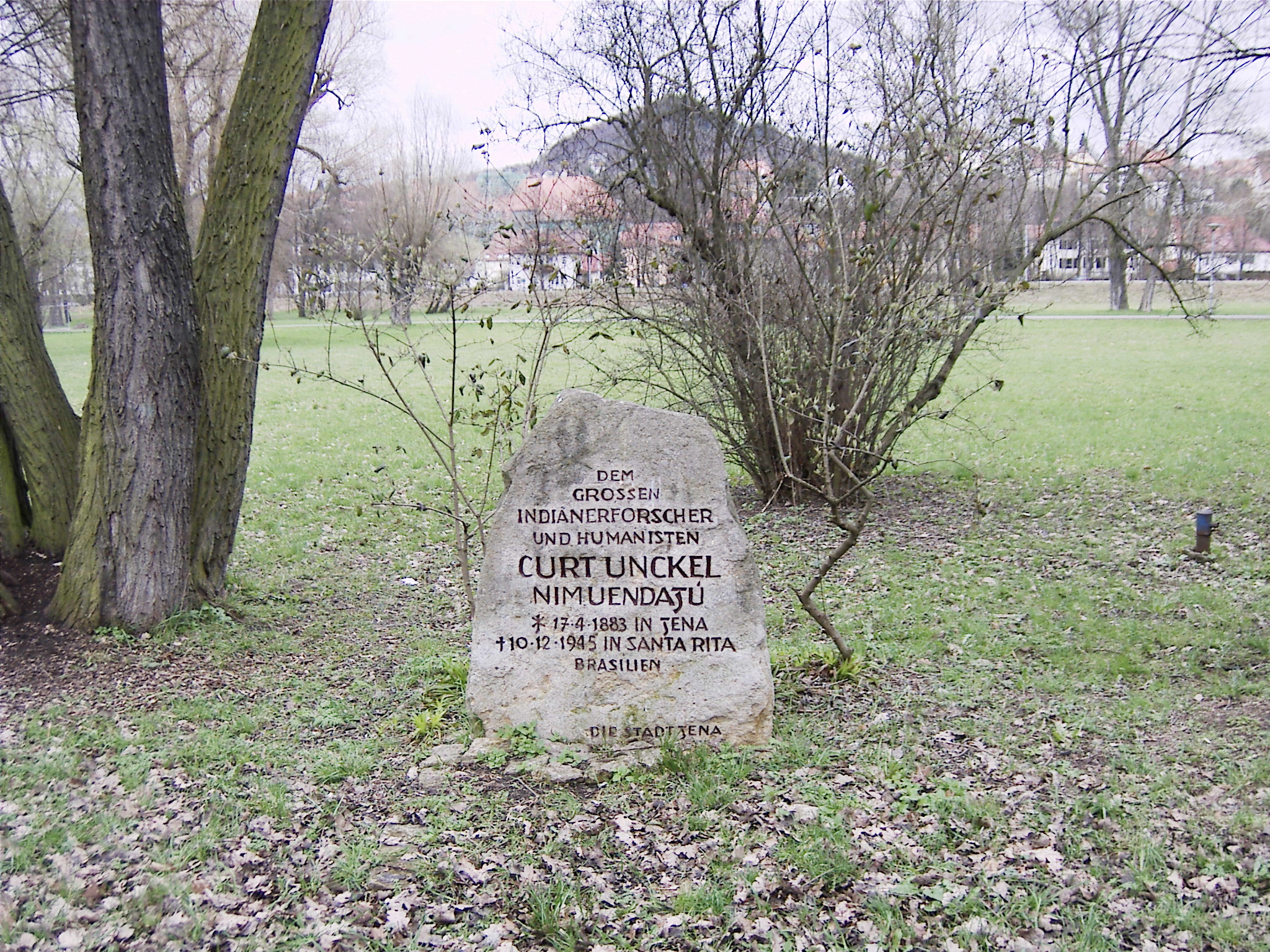
Пам'ятний камінь Курту Ункелю Німуендажу в Парадіс-парку в Єні

Курт Ункель народився в німецькій Єні в 1883 році і в ранньому дитинстві втратив власних батьків. Замолоду мріяв жити серед «первісних людей». Ще в школі разом з іншими учнями організував «індіанське плем'я» і ходив на полювання до лісу за місто.
Через брак коштів не зміг вступити до університету і влаштувався на роботу на фабрику Карла Цейса. На дозвіллі вивчав мапи й етнографічні дослідження індіанського населення Північної і Південної Америки.
У 1903 році, у 20-річному віці Курт Ункель емігрував до Бразилії. Кошти на поїздку йому надала напівкровна сестра, яка працювала шкільною вчителькою.
За два роки по прибутті до Бразилії він зустрівся в штаті Сан-Паулу з представниками народу гуарані. Про останніх існувало чимало публікацій починаючи з XVII століття, зоча їхні релігійні традиції і ритуали були вивчені недостатньо. З усією наявною з теми літературою Ункель досконально ознайомився. В вже 1910 року опублікував в німецькій газеті Сан-Паулу Deutsche Zeitung статтю «Nimongarai».
У 1913 році К. Ункель переїхав до Белему. А наступного (1914) року його унікальні дослідження міфології та релігії племені апапокува були прийняті до друку в Zeitschrift für Ethnologie .
Відтак, Німуендажу став фахівцем з різних корінних народів Південної Америки, особливо же, апапокува, тукуна, кайнганг, апінаже, шеренте, уанано і Канела. Його публікації заклали, за словами одного з сучасників дослідника, «незамінний фундамент, на якому збудовані десятки докторських дисертацій і монографій бразильських і американських антропологів» . Одним з результатів його роботи стало зміщення наукового інтересу з племен, що проживуть на узбережжі або в великих містах, до племен, що приховані всередині континенту, і пробудження інтересу антропологів, таких як молодий Клод Леві-Строс, до спільнот, що хоча і живуть в примітивних умовах, але розробили досить складні соціальну структуру і релігійну космологію.
Велике наукове значення мала одна з перших експедицій Німуендажу-Ункеля до індіанців племені шіпая у пониззя річки Шінгу (1918-19), адже згодом індіанці нижньої Амазонки майже повністю вимерли від хвороб і змішались з колоністами.
Протягом 40 років польових робіт, здійснюваних часто-густо власним коштом, Німуендажу опублікував близько 60 статей, монографій і словників мов індіанських народів.
Між 1929 і 1936 роками він провів загалом 14 місяців з індіанцями канела, одним з племен же північно-східного окраю Бразильського нагір'я . Монографія про канела, перекладена і прокоментована Робертом Лоуї, була опублікована посмертно в 1946 році.
Праці Німуендажу з народності апінаже звернули на себе пильну увагу профільних фазівців, адже відображали безліч відмінностей від традиційної структури суспільства індіанців же. Описана т.ч. «аномалія апінаже» полягала в тому, що, розділяючи звичну для решти споріднених племінних спільнот білінійність, це плем'я підтримувало систему шлюбу, в якій сини включалися в групу батька, а дочки — в групу матері, що не відповідало усталеному принципу кроу-омаха, який спостерігали і Німуендажу, і Лоуї в інших народів же.
Попри погіршення стану здоров'я і перестороги лікарів, Німуендажу вирушив у чергову етнографічну експедицію і помер 10 грудня 1945 року в племені народності тікуна, що жили вздовж річки Солімойнс, поблизу Сан-Паулу-ді-Олівенса, штат Амазонас.
Архів Курта Німуендажу зберігався в Національному музеї Бразилії, але був ущент знищений під час катастрофічної пожежі 2 вересня 2018 року.

## Вибрана бібліографія
- The Šerente, (ed. Robert H. Lowie), The Southwest Museum, 1942
- The Eastern Timbira, (ed. Robert H.Lowie), University of California Press, 1946
- The Tukuna, (ed. Robert H.Lowie) University of California Press, 1952
- The Apinayé, (tr. and ed. Robert H.Lowie, John M. Cooper), Catholic University of America Press, 1939